# Horisont (film)
 For alternative betydninger, se Horisont (flertydig). (Se også artikler, som begynder med Horisont (flertydig))
Horisont (russisk: Горизонт) er en sovjetisk film fra 1932 af Lev Kulesjov.

## Medvirkende
- Nikolaj Batalov som Lev Abramovitj Horizon
- Dmitrij Kara-Dmitriev
- Nikolaj Gladkov
- Andrej Gortjilin som Monya
- Sergej Komarov